# Carex elata
Carex elata là một loài thực vật có hoa trong họ Cói. Loài này được All. mô tả khoa học đầu tiên năm 1785.

## Hình ảnh

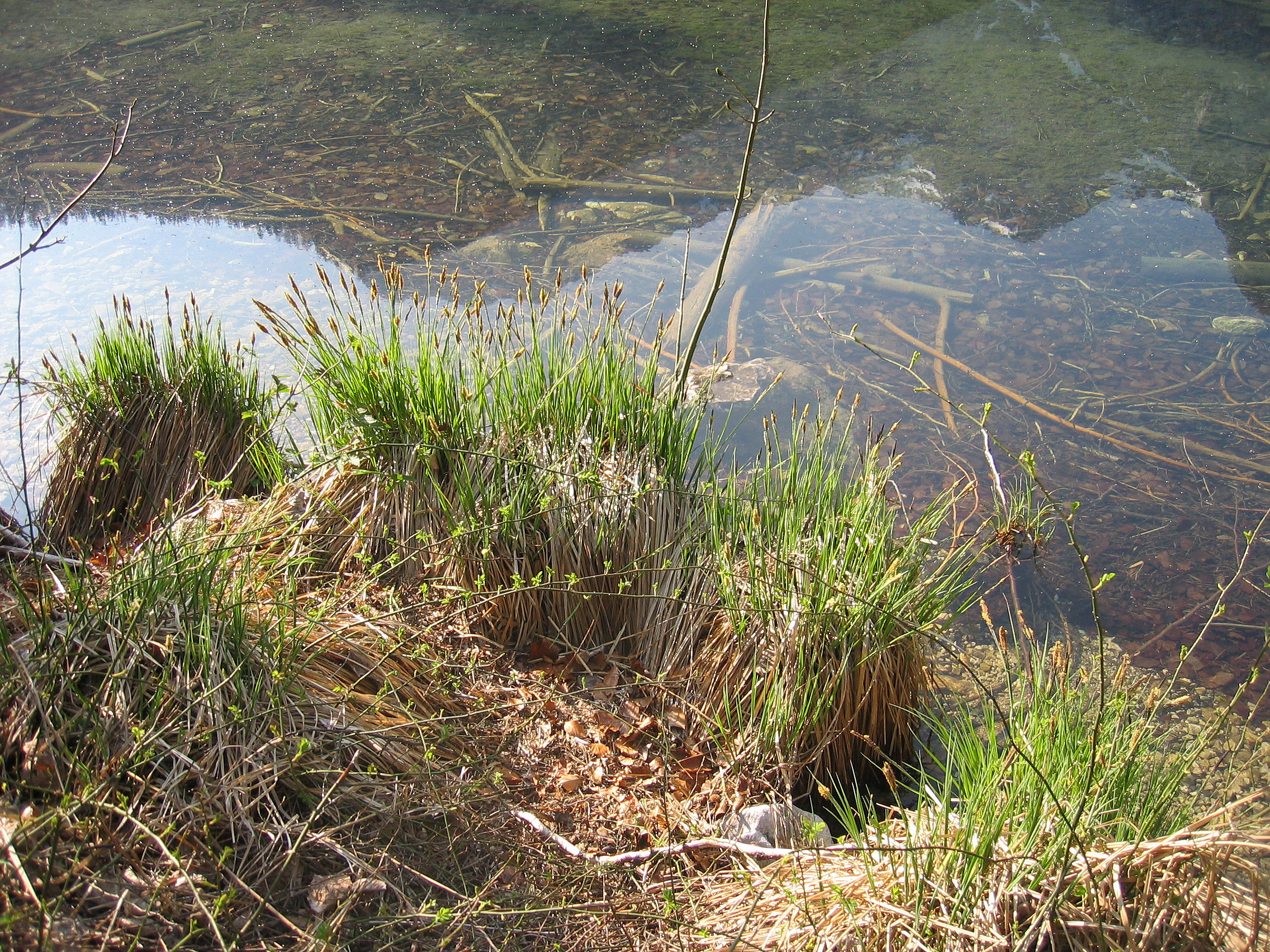
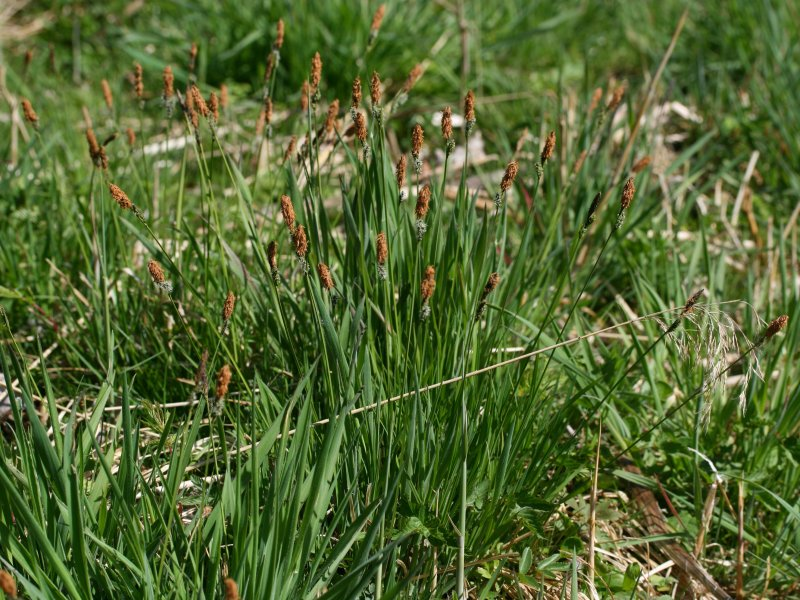
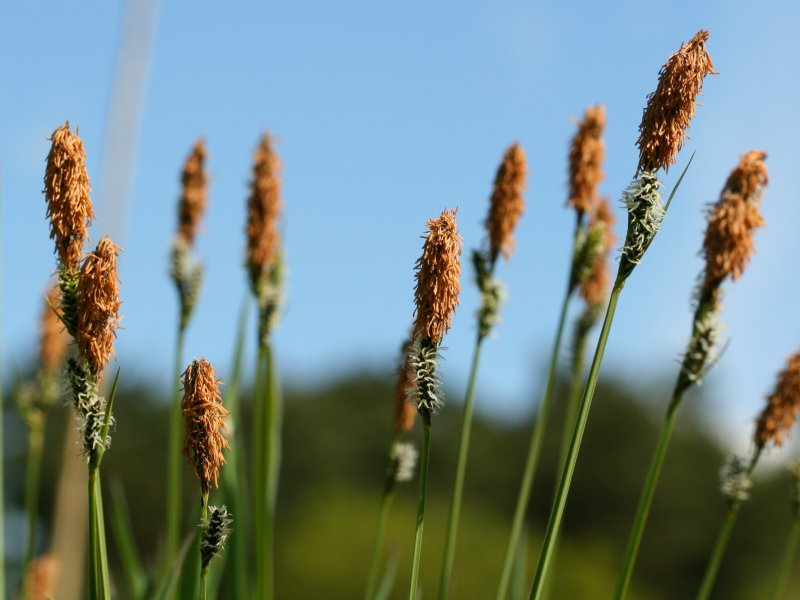

- Tập tin:Carex elata 'Aurea – Bowles Golden'.JPG